# Az 1848–1849-es országgyűlés képviselőinek listája
1848. április 11-én V. Ferdinánd szentesítette az ún. áprilisi törvényeket, ezzel utat nyitva a modern magyar polgári állam megszületésének, és berekesztette az utolsó rendi országgyűlést. Az első felelős magyar kormány, a Batthyány-kormány a nemzeti átalakulás programja élére állt. Az 1848. IV. törvénycikk Pozsonyból Pestre helyezte át az országgyűlés székhelyét. Az áprilisi törvényekbe foglalt választójogi törvény lényegesen kiterjesztette a választójogot. Az aktív választójogot (szavazati jog) megadta minden olyan 20. életévét betöltött büntetlen előéletű férfinak, aki Magyarországon született, vagy honosított volt, nem állt gyámi vagy gazdai hatalom alatt, valamely törvényesen bevett vallásfelekezethez tartozott, s bírt meghatározott vagyonnal. Így az ország férfi felnőtt lakosságának kb. 1/4–1/3 része élhetett a képviselőválasztás jogával.

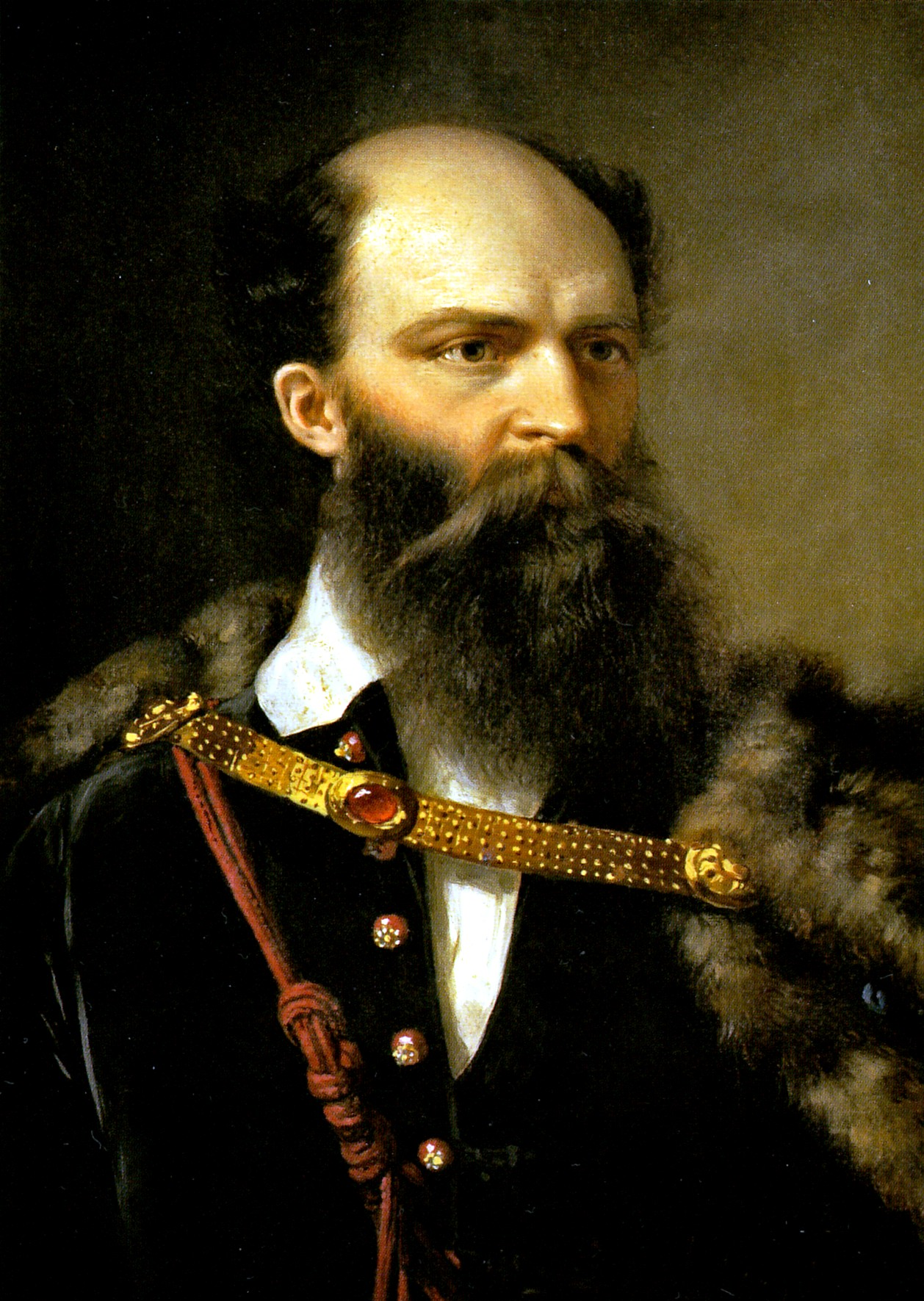
németújvári gróf Batthyány Lajos, miniszterelnök, a vas vármegyei sárvári kerület képviselője.

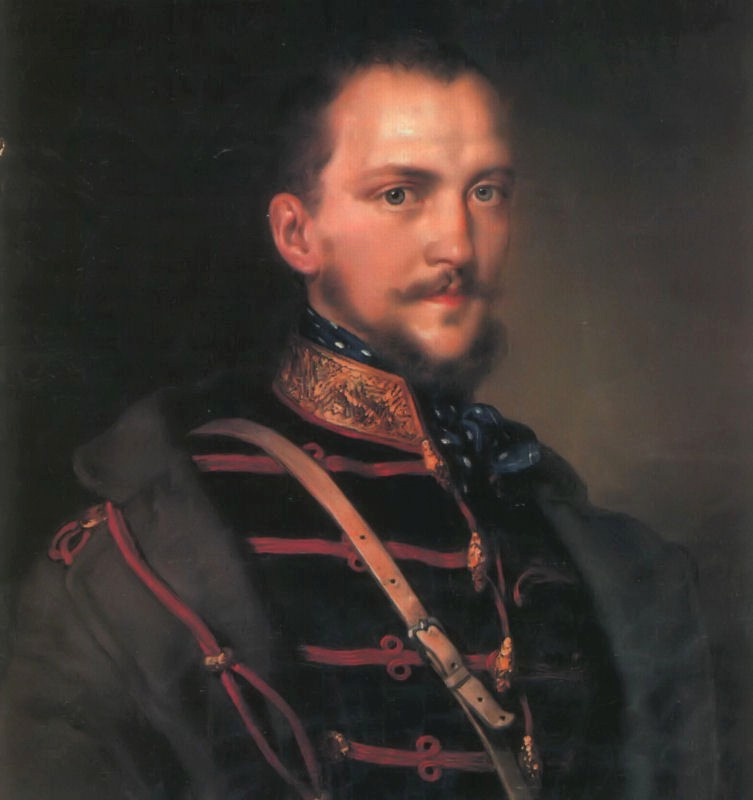
toporci és szepesgörgői Görgei Artúr, honvédtábornok, hadügyminiszter, a Borsod vármegyei dédesi kerület képviselője

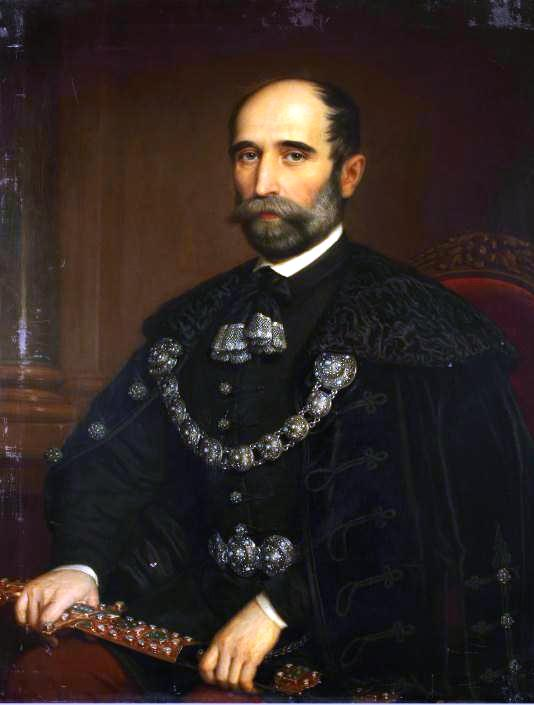
sárosfai Bittó István, a Pozsony vármegyei Dunaszerdahelyi kerület képviselője (1874-1875 között miniszterelnök)

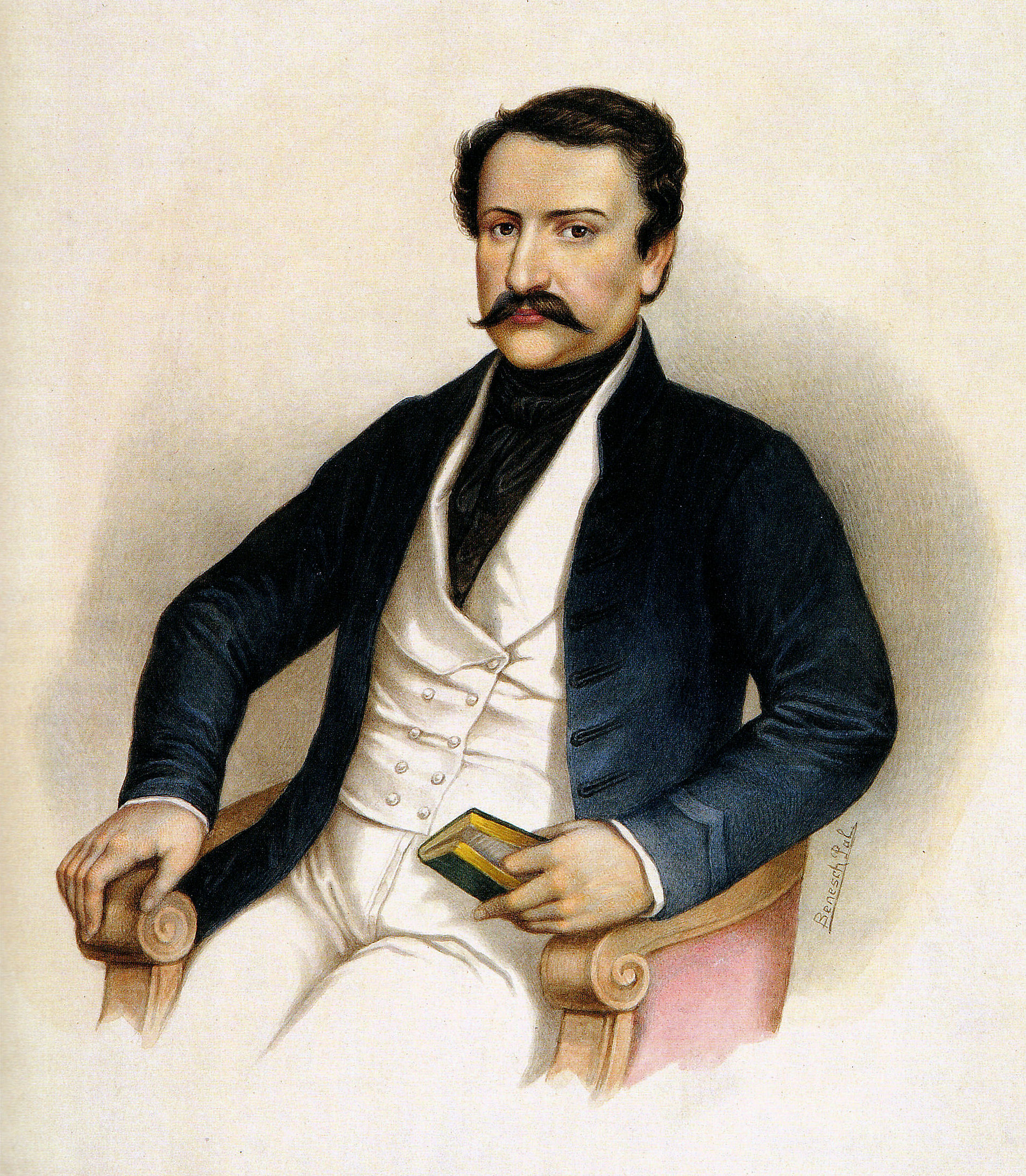
kehidai Deák Ferenc, igazságügy-miniszter, a zala vármegyei zalaszentgróti kerület képviselője.

## A Képviselőház tagjai
Az első magyar népképviseleti országgyűlést július 2-ára hívták össze, az ünnepélyes megnyitást azonban július 5-ikére tűzték ki. A 377 magyarországi és a 69 erdélyi mandátumra 72%-ban birtokos nemest, 25%-ban pedig városi polgárt választottak, csupán a maradék 3%-on osztozkodott a papság, az értelmiség és a parasztság.

### Igazolt képviselők
| Képviselő                                                    | Választókerület                                   | Választókerület                                                | Megjegyzés                                                                       |
| Képviselő                                                    | Vármegye, Szék                                    | Kerület                                                        | Megjegyzés                                                                       |
| ------------------------------------------------------------ | ------------------------------------------------- | -------------------------------------------------------------- | -------------------------------------------------------------------------------- |
| Abonyi István alpári                                         | Ugocsa                                            | Nagyszőlős, tiszaújlaki kerület                                |                                                                                  |
| Ágoston József kisjókai                                      | Borsod                                            | Dédesi kerület                                                 |                                                                                  |
| Aidinger Pál                                                 | Baranya                                           | Pécs szabad királyi város                                      |                                                                                  |
| Allaga (Agafy/Agaffi) Imre nemesmiliticsi                    | Bács-Bodrog                                       | Rigyicai kerület                                               |                                                                                  |
| Almásy Pál                                                   | Mezőváros                                         | Gyöngyös város                                                 |                                                                                  |
| Ambruș, Iosif (Ambrus József)                                | Bihar                                             | Tenkei kerület                                                 |                                                                                  |
| Angyal Pál sikabonyi                                         | Baranya                                           | Bükkösd-szentlőrinci kerület                                   |                                                                                  |
| Antal Imre kőrispataki                                       | Székely szék (Marosszék)                          | Felső kerület                                                  |                                                                                  |
| Antal Mihály                                                 | Verőce                                            | Rétfalvi kerület                                               |                                                                                  |
| Ányos István fajszi és vámosi                                | Veszprém                                          | Zirci kerület                                                  |                                                                                  |
| Asztalos Pál Ifj. szigeti                                    | Máramaros                                         | Huszti kerület                                                 |                                                                                  |
| Bagossy Sándor bagosi                                        | Kraszna                                           | Szilágysomlyói kerület                                         |                                                                                  |
| Bakalovits (Bakay) Szilárd (Konstantin)                      | Torontál                                          | Zsombolyai kerület                                             |                                                                                  |
| Balásházy József                                             | Zemplén                                           | Királyhelmeci kerület                                          |                                                                                  |
| Balogh János galánthai                                       | Bars                                              | Aranyosmaróti kerület                                          |                                                                                  |
| Balomiri, Simeon (Simon)                                     | Szász székek és vidékek                           | Szászsebes szék                                                |                                                                                  |
| Bánhidy Albert simándi báró                                  | Mezőváros                                         | Makó város                                                     |                                                                                  |
| Bárczay Albert bárczai                                       | Abaúj                                             | Alsómislyei kerület                                            |                                                                                  |
| Bartal György Ifj. beleházi és etrekarcsai                   | Tolna                                             | Pincehelyi kerület                                             |                                                                                  |
| Barthos Ede (Eduárd) szigeti                                 | Baranya                                           | Németürögi kerület                                             |                                                                                  |
| Baternay Imre Id.                                            | Zaránd                                            | Brádi kerület                                                  |                                                                                  |
| Batthyány István németújvári gróf                            | Szabad királyi város                              | Székesfehérvár város                                           |                                                                                  |
| Batthyány Lajos németújvári gróf                             | Vas                                               | Sárvári kerület                                                | Miniszterelnök                                                                   |
| Bay Antal bábai                                              | Győr                                              | Téti kerület                                                   |                                                                                  |
| Békássy Imre békási                                          | Vas                                               | Kiscelli kerület                                               |                                                                                  |
| Bencze Ignác                                                 | Baranya                                           | Mohácsi kerület                                                |                                                                                  |
| Beniczky Ödön (Eugen) beniczei és micsinyei                  | Pest-Pilis-Solt                                   | Gödöllői kerület                                               |                                                                                  |
| Beniczky Pál                                                 | Pozsony                                           | Bazin és Modor városok kerülete                                |                                                                                  |
| Beöthy Ödön bessenyői és örvendi                             | Bihar                                             | Berettyóújfalui kerület                                        |                                                                                  |
| Bernáth József bernáthfalvi                                  | Bihar                                             | Székelyhidi kerület                                            |                                                                                  |
| Berzenczey László görgényszentimrei                          | Székely szék (Marosszék)                          | Alsó kerület (Görgényszentimre)                                |                                                                                  |
| Bessenyey Károly                                             | Mezőváros                                         | Gyula város                                                    |                                                                                  |
| Besze János megyeri                                          | Esztergom                                         | Esztergom város, Érsekváros, Szentgyörgy és Szenttamás kerület |                                                                                  |
| Bethlen János bethleni Ifj. gróf                             | Székely szék (Udvarhelyszék)                      |                                                                |                                                                                  |
| Bezerédj István bezerédi                                     | Tolna                                             | Szekszárdi kerület                                             |                                                                                  |
| Bezerédj László bezerédi                                     | Vas                                               | Kőszegi kerület                                                |                                                                                  |
| Bíró Antal                                                   | Szabad királyi város                              | Szabadka város II. kerület                                     |                                                                                  |
| Bittó István sárosfai                                        | Pozsony                                           | Dunaszerdahelyi kerület                                        |                                                                                  |
| Boczkó Dániel zászkali                                       | Békés                                             | Orosháza város                                                 |                                                                                  |
| Boczkó Károly zászkali                                       | Mezőváros                                         | Szarvas város                                                  |                                                                                  |
| Bocsor István                                                | Veszprém                                          | Enyingi kerület                                                |                                                                                  |
| Bodon Ábrahám mihályfalvai                                   | Gömör-Kishont                                     | Kövi kerület                                                   |                                                                                  |
| Boer, Anton nagyberivói (Boér Antal)                         | Fogaras vidék                                     | Alsó kerület                                                   |                                                                                  |
| Bogdan, Vincenție (Bogdán Vince)                             | Torontál                                          | Komlósi kerület                                                |                                                                                  |
| Bogdanovits Villibald pojeni                                 | Torontál                                          | Párdányi kerület                                               |                                                                                  |
| Bogyó Sándor, kiskéri és verebélyi                           | Csongrád                                          | Szegvári kerület                                               |                                                                                  |
| Boheczel Sándor soósmezei (Alexandru Bohațielu)              | Doboka                                            | felső kerület                                                  |                                                                                  |
| Bója Gergely                                                 | Zala                                              | Kanizsai kerület                                               |                                                                                  |
| Bojincă, Axente (Bozsinka Axentius)                          | Krassó                                            | Szászkabányai kerület                                          |                                                                                  |
| Boltizár István boldogfalvi                                  | Pozsony                                           | Szentgyörgy város és szentjánosi kerület                       |                                                                                  |
| Bónis Sámuel tolcsvai                                        | Szabolcs                                          | Tiszalöki kerület                                              |                                                                                  |
| Borbély Lajos roffi                                          | Heves és Külső-Szolnok                            | Mezőtúri kerület                                               |                                                                                  |
| Borsiczky István                                             | Trencsén                                          | Báni kerület                                                   |                                                                                  |
| Both Ferenc oláhfalvi                                        | Taxális hely (szabadalmas mezőváros)              | Oláhfalva város                                                |                                                                                  |
| Botka Imre kovácsvágási                                      | Szatmár                                           | Fehérgyarmati kerület                                          |                                                                                  |
| Brandsch, Michael                                            | Szász székek és vidékek                           | Újegyház szék                                                  |                                                                                  |
| Brogyáni Imre pusztakovácsi és brogyáni                      | Nyitra                                            | Zsámbokréti kerület                                            |                                                                                  |
| Buda, Alexandru nagysomkúti                                  | Közép-Szolnok                                     | Szilágycsehi kerület                                           |                                                                                  |
| Buday András                                                 | Zemplén                                           | Mádi kerület                                                   |                                                                                  |
| Buday Sándor bölsei                                          | Bereg                                             | Felvidéki kerület                                              |                                                                                  |
| Ciolocoș, Dionisie (Csolokos/Csolnokossy Dénes)              | Krassó                                            | Facséti kerület                                                |                                                                                  |
| Csány László                                                 | Zala                                              | Keszthelyi kerület                                             |                                                                                  |
| Csehy Zsigmond muraközi                                      | Pozsony                                           | Nagyszombat város                                              |                                                                                  |
| Cserki István                                                | Veszprém                                          | Enyingi kerület                                                |                                                                                  |
| Csertán Sándor                                               | Zala                                              | Zalaegerszegi kerület                                          |                                                                                  |
| Csiky Sándor                                                 | Érseki város                                      | Eger város                                                     |                                                                                  |
| Csupor Gábor szentgyörgyvölgyi                               | Sopron                                            | Csornai kerület                                                |                                                                                  |
| Dániel Pál szamosújvár-németi                                | Torontál                                          | Zichyfalvi kerület                                             |                                                                                  |
| Darvas Antal nagyréthi                                       | Abaúj                                             | Szikszói kerület                                               |                                                                                  |
| Deák Ferenc kehidai                                          | Zala                                              | Zalaszentgróti kerület                                         | Igazságügy-miniszter                                                             |
| Deáky Sámuel                                                 | Közép-Szolnok                                     | Kraszna és Zilah város kerület                                 |                                                                                  |
| Décsey László marosdécsei és nagydobai                       | Közép-Szolnok                                     | Zsibói kerület                                                 |                                                                                  |
| Dedinszky József nemesdedinai és hodochini                   | Csanád                                            | Nagylaki kerület                                               |                                                                                  |
| Demény József                                                | Torda                                             | Alsó kerület                                                   |                                                                                  |
| Deșco, Atanasiu (Deskó Athanáz)                              | Temes                                             | Lippai kerület                                                 |                                                                                  |
| Dobay Hugó dobói                                             | Sáros                                             | Héthérsi kerület                                               |                                                                                  |
| Dobolyi Károly aldobolyi                                     | Zaránd                                            | Halmágyi kerület                                               |                                                                                  |
| Dobolyi (Baborich) Sándor al-dobolyi                         | Taxális hely (szabad királyi város)               | Marosvásárhely város I. kerület                                |                                                                                  |
| Dobozy Mihály kisszántói                                     | Bihar                                             | Margittai kerület                                              |                                                                                  |
| Döry Frigyes (Fridrik) jobaházi                              | Tolna                                             | Bonyhádi kerület                                               |                                                                                  |
| Dragoș, Ioan tapolczai                                       | Bihar                                             | Belényesi kerület                                              |                                                                                  |
| Dualszky Ignác                                               | Trencsén                                          | Zsolnai kerület                                                |                                                                                  |
| Eckstein Rudolf (Rezső)                                      | Pest-Pilis-Solt                                   | Szentendrei kerület                                            |                                                                                  |
| Egry János                                                   | Ugocsa                                            | Halmi kerület                                                  |                                                                                  |
| Eitel, Friedrich                                             | Szász székek és vidékek                           | Nagysink szék                                                  |                                                                                  |
| Elek Mihály pazonyi                                          | Szabolcs                                          | Nyírbogdányi kerület                                           |                                                                                  |
| Eördögh (Bartholomaeus) Frigyes                              | Mezőváros                                         | Békéscsaba város                                               |                                                                                  |
| Eötvös József vásárosnaményi báró                            | Borsod                                            | Mezőkövesdi kerület                                            | Vallás- és közoktatásügyi miniszter                                              |
| Ercsey Zsigmond téglási                                      | Bihar                                             | Bihari kerület                                                 |                                                                                  |
| Erős Lajos lengyelfalvi                                      | Szabolcs                                          | Kisvárdai kerület                                              |                                                                                  |
| Erőss Elek                                                   | Taxális hely (szabadalmas mezőváros)              | Csíkszereda város                                              |                                                                                  |
| Fábián Dániel nagygalambfalvi                                | Taxális hely (szabadalmas mezőváros)              | Kézdivásárhely város                                           |                                                                                  |
| Fábián Gábor                                                 | Arad                                              | Világosi kerület                                               |                                                                                  |
| Fabini, Friedrich (Fabini Frigyes)                           | Medgyesszék                                       | Medgyesszéki kerület                                           |                                                                                  |
| Fábry István bártfaújfalusi                                  | Sáros                                             | Bártfa város                                                   |                                                                                  |
| Falk, Karl (Falk Károly)                                     | Szász székek és vidékek                           | Kőhalom szék                                                   |                                                                                  |
| Farkas Károly                                                | Szabad királyi város                              | Debrecen város II. kerület                                     |                                                                                  |
| Farkas Lajos                                                 | Somogy                                            | Tabi kerület                                                   |                                                                                  |
| Farkas Pál románfalvi                                        | Bars                                              | Lévai kerület                                                  |                                                                                  |
| Fejér János haralyi                                          | Háromszék                                         | Bereck város                                                   |                                                                                  |
| Fejér Lajos szajoli                                          | Heves és Külső-Szolnok                            | Pétervásári kerület                                            |                                                                                  |
| Fejér Márton kövendi                                         | Székely szék (Aranyosszék)                        | Alsó kerület                                                   |                                                                                  |
| Fekete Lajos galánthai                                       | Somogy                                            | Csurgói kerület                                                |                                                                                  |
| Fekete Lőrinc iványi                                         | Ung                                               | Nagykaposi kerület                                             |                                                                                  |
| Ferdinandy Bertalan hidasnémeti                              | Abaúj                                             | Nagyidai járási kerület                                        |                                                                                  |
| Festetics Géza tolnai gróf                                   | Fejér                                             | Bodajki kerület                                                |                                                                                  |
| Festetics Miklós tolnai gróf                                 | Somogy                                            | Lengyeltóti kerület                                            |                                                                                  |
| Fésűs György                                                 | Határőrvidék                                      | Péterváradi határőrezred kerület                               |                                                                                  |
| Fiáth István eörményesi és karánsebesi                       | Fejér                                             | Rácalmási kerület                                              |                                                                                  |
| Fisser István                                                | Temes                                             | Rékasi kerület                                                 |                                                                                  |
| Fosztó Ferenc                                                | Alsó-Fehér                                        |                                                                |                                                                                  |
| Frantsek József                                              | Szepes                                            | Lőcse város                                                    |                                                                                  |
| Freund Ferenc                                                | Szabad királyi város                              | Eszék város                                                    |                                                                                  |
| Frideczky Lajos kaplathi és csendei                          | Nógrád                                            | Nógrádi kerület                                                |                                                                                  |
| Friedenfels, Eugen von                                       | Szász székek és vidékek                           | Újegyház szék                                                  |                                                                                  |
| Fülepp Lipót deáki                                           | Szabad királyi város                              | Temesvár város                                                 |                                                                                  |
| Papp Sándor deáki                                            | Krassó                                            | Oravicai kerület                                               |                                                                                  |
| Gábor Imre                                                   | Taxális hely (szabadalmas mezőváros)              | Bereck város                                                   |                                                                                  |
| Gábriel István csáthi                                        | Abaúj                                             | Gönci kerület                                                  |                                                                                  |
| Gál Dániel illyefalvi                                        | Taxális hely (szabadalmas mezőváros)              | Illyefalva város                                               |                                                                                  |
| Gál János hilibi                                             | Taxális hely (szabadalmas mezőváros)              | Oláhfalva város                                                | igazolták: 1848. VII. 24.1849. III. 26. lemondottnak tekintették                 |
| Gedeon János                                                 | Torna                                             | Alsó-szini kerület                                             |                                                                                  |
| Gencsy József gencsi és mihályfalvai                         | Borsod                                            | Mezőcsáti kerület                                              |                                                                                  |
| Ghyczy Kálmán                                                | Komárom                                           | Csallóközi kerület                                             |                                                                                  |
| Glacz Antal                                                  | Csanád                                            | Battonyai kerület                                              |                                                                                  |
| Glavina Lajos                                                | Zala                                              | Csáktornyai kerület                                            |                                                                                  |
| Glozer Ferenc                                                | Sopron                                            | Kismarton és Ruszt város                                       |                                                                                  |
| Gooss, Karl                                                  | Szász székek és vidékek                           | Segesvár szék I. kerület (Erdély)                              |                                                                                  |
| Gorove István gattájai                                       | Temes                                             | Orczyfalvi kerület                                             |                                                                                  |
| Gosztonyi János kövesszarvi/szarvtői és gosztonyi            | Heves és Külső-Szolnok                            | Patai kerület                                                  |                                                                                  |
| Gozman, Ioan                                                 | Bihar                                             | Magyarcsékei kerület                                           |                                                                                  |
| Gózon Imre Ifj.                                              | Mezőváros                                         | Kiskunhalas város                                              |                                                                                  |
| Gödl Károly                                                  | Mezőváros                                         | Nagykikinda város és kerület                                   |                                                                                  |
| Görgei Artúr toporci és szepesgörgői                         | Borsod                                            | Dédesi kerület                                                 |                                                                                  |
| Graefl József                                                | Heves és Külső-Szolnok                            | Szolnoki kerület                                               |                                                                                  |
| Gyergyai Ferenc kissolymosi                                  | Taxális hely (szabad királyi város)               | Kolozsvár város I. kerület                                     |                                                                                  |
| Györffy Sámuel losádi báró                                   | Hunyad                                            |                                                                |                                                                                  |
| Gyulay Lajos marosnémethi és nádaskai gróf                   | Hunyad                                            |                                                                |                                                                                  |
| Haczell Márton                                               | Mezőváros                                         | Nyíregyháza város                                              |                                                                                  |
| Hadžić, Lazar (Hadzsics Lázár)                               | Mezőváros                                         | Nagybecskerek város                                            |                                                                                  |
| Hajnik Pál                                                   | Pest-Pilis-Solt                                   | Váci kerület                                                   |                                                                                  |
| Hajós József öllyei és dömsödi                               | Pest-Pilis-Solt                                   | Dunavecsei kerület                                             |                                                                                  |
| Halasy Ede dévaványai                                        | Komárom                                           | Udvardi kerület                                                |                                                                                  |
| Halász Boldizsár                                             | Pest-Pilis-Solt                                   | Dabasi kerület                                                 |                                                                                  |
| Haller Lajos hallerkői gróf                                  | Küküllő                                           | Felső kerület                                                  |                                                                                  |
| Haller Sándor hallerkeöi gróf                                | Bihar                                             | Élesdi járás                                                   |                                                                                  |
| Hauke Béla                                                   | Bács-Bodrog                                       | Hódsági kerület                                                |                                                                                  |
| Hauszer Ernő                                                 | Szabad királyi város                              | Pozsony város és Váralja város II. kerület                     |                                                                                  |
| Házmán Ferenc                                                | Szabad királyi város                              | Buda város I. kerület                                          |                                                                                  |
| Hegedűs Imre                                                 | Baranya                                           | Pécsváradi kerület                                             |                                                                                  |
| Hermann Gáspár                                               | Szabad királyi város                              | Újvidék város                                                  |                                                                                  |
| Hertelendy Miksa hertelendi és vindornyalaki                 | Torontál                                          | Billéi kerület                                                 |                                                                                  |
| Hettey István makkoshetyei                                   | Vas                                               | Németújvári kerület                                            |                                                                                  |
| Hettey Vince makkoshetyei                                    | Vas                                               | Körmendi kerület                                               |                                                                                  |
| Hevessy Bertalan                                             | Gömör és Kishont                                  | Putnoki kerület                                                |                                                                                  |
| Horváth Boldizsár                                            | Vas                                               | Szombathelyi kerület                                           |                                                                                  |
| Horváth Ferenc                                               | Mezőváros                                         | Szentes város                                                  |                                                                                  |
| Horváth József                                               | Zala                                              | Letenyei kerület                                               |                                                                                  |
| Horváth-Kovachich István magyarzsákodi                       | Felső-Fehér                                       | Belső kerület                                                  |                                                                                  |
| Horváth Ödön szentgyörgyi                                    | Nógrád                                            | Ecsegi kerület                                                 |                                                                                  |
| Horváth Péter                                                | Zala                                              | Alsólendvai kerület                                            |                                                                                  |
| Hovaniczky Lajos                                             | Határőrvidék                                      | Német-bánsági (pancsovai) határőrezred kerület                 |                                                                                  |
| Hunfalvy Pál                                                 | Szepes                                            | Szepesszombati kerület                                         |                                                                                  |
| Huszágh Dániel sóshartyáni                                   |                                                   | Korpona és Zólyom városok                                      |                                                                                  |
| Huszka Mihály                                                | Mezőváros                                         | Gyula város                                                    |                                                                                  |
| Illésy János                                                 | Mezőváros                                         | Jászberény                                                     |                                                                                  |
| Imrédy Lipót ómoravicai                                      | Moson                                             | Szentjánosi kerület                                            |                                                                                  |
| Ioanescu, Ștefan                                             | Krassó                                            | Bogsáni kerület                                                |                                                                                  |
| Irányi Dániel                                                | Szabad királyi város                              | Pest város II. (lipótvárosi) kerület                           |                                                                                  |
| Irinyi József                                                | Bihar                                             | Hosszúpályi kerület                                            |                                                                                  |
| Ivánka Zsigmond draskóczi és jordánföldi                     | Hont                                              | Ipolysági kerület                                              |                                                                                  |
| Jacobi, Johann Andreas (Jákobi János)                        | Szász székek és vidékek                           | Kőhalom szék                                                   |                                                                                  |
| Jakovich József                                              | Sáros                                             | Zborói kerület                                                 |                                                                                  |
| Jakubik, František Anton Jozef                               | Liptó                                             | Rózsahegyi kerület                                             |                                                                                  |
| Jekelfalusy Emil                                             | Szepes                                            | Gölnicbányai kerület                                           |                                                                                  |
| Jendrássik Miksa                                             | Szabad királyi város                              | Selmecbánya és Bélabánya városok                               |                                                                                  |
| Józsa Károly                                                 | Mezőváros                                         | Békés város                                                    |                                                                                  |
| Justh György neczpáli                                        | Turóc                                             | Mosóci kerület                                                 |                                                                                  |
| Kacskovics Lajos                                             | Szabad királyi város                              | Pest város V. (ferencvárosi) kerület                           |                                                                                  |
| Kalauz Pál                                                   | Zólyom                                            | Szliácsi kerület                                               |                                                                                  |
| Kállay Ödön nagykállói                                       | Szabolcs                                          | Nádudvari kerület                                              |                                                                                  |
| Kálóczy Lajos                                                | Győr                                              | Téti kerület                                                   |                                                                                  |
| Kandó Kálmán egerfarmosi                                     | Ung                                               | Szerednyei kerület                                             |                                                                                  |
| Kapy Ede kapivári                                            | Sáros                                             | Eperjesi kerület                                               |                                                                                  |
| Karácsony János                                              | Taxális hely (szabad királyi város)               | Erzsébetváros város II. kerület                                |                                                                                  |
| Karácsonyi Antal beodrai                                     | Torontál                                          | Nagyszentmiklósi kerület                                       |                                                                                  |
| Karika János                                                 | Mezőváros                                         | Kecskemét város I. kerület                                     |                                                                                  |
| Kazinczy Gábor kazinczi és alsóregmeczi                      | Zemplén                                           | Sátoraljaújhelyi kerület                                       |                                                                                  |
| Keller János székelyudvarhelyi                               | Taxális hely (szabadalmas mezőváros)              | Székelyudvarhely város                                         | Igazolták: 1848. VII. 6.                                                         |
| Kemény Dénes magyargyerőmonostori báró                       | Taxális hely (szabad királyi város)               | Gyulafehérvár város I. kerület                                 |                                                                                  |
| Kemény Domokos magyargyerőmonostori báró                     | Alsó-Fehér                                        |                                                                |                                                                                  |
| Kemény Zsigmond magyargyerőmonostori báró                    |                                                   | Kővár vidék, alsó (remetei) kerület                            |                                                                                  |
| Kendelényi Károly hagyárosi                                  | Szabad királyi város                              | Pest város (józsefvárosi) kerület                              |                                                                                  |
| Keresztessy Amburs                                           | Győr                                              | Öttevényi kerület                                              |                                                                                  |
| Kiss Miklós ittebei                                          | Temes                                             | Rittbergi kerület                                              |                                                                                  |
| Klapka György                                                | Borsod                                            | Szirmabesenyői kerület                                         |                                                                                  |
| Klauzál Gábor szalvikocihi                                   |                                                   | Csongrád város                                                 | földművelés-, ipar- és kereskedelemügyi miniszter                                |
| Koller József                                                | Somogy                                            | Marcali kerület                                                |                                                                                  |
| Komlóssy Imre                                                | Szabad királyi város                              | Debrecen város III. kerület                                    |                                                                                  |
| Korbuly Bogdán lompérdi                                      | Taxális hely (szabad királyi város)               | Szamosújvár város II. kerület                                  | Igazolták: 1848. VII. 15. és 24.                                                 |
| Korics Gáspár                                                | Szabadalmas város                                 | Zombor város                                                   |                                                                                  |
| Kóródy Sámuel                                                | Torda                                             | Felső kerület                                                  |                                                                                  |
| Kossuth Lajos udvardi                                        | Szabad királyi város                              | Pest város I. (belvárosi) kerület                              | pénzügyminiszter                                                                 |
| Kovachich János                                              | Nyitra                                            | Nagytapolcsányi kerület                                        |                                                                                  |
| Kovács Lajos                                                 |                                                   | Nagybánya és Felsőbánya városok kerület                        |                                                                                  |
| Kovács Miklós                                                | Hajdúkerület                                      | Szoboszlói kerület                                             |                                                                                  |
| Kricsfalusy Lajos                                            | Szatmár                                           | Krassói kerület                                                |                                                                                  |
| Kubicza Pál nemeskürthi                                      | Trancsén                                          | Trencsén város és kerület                                      |                                                                                  |
| Kubinyi Ferenc felsőkubini, nagyolaszi és deménfalvi         | Nógrád                                            | Losonci kerület                                                |                                                                                  |
| Kubinyi Flórián felsőkubini, nagyolaszi és deménfalvi        | Árva                                              | Alsókubini kerület                                             |                                                                                  |
| Kubinyi Ödön felsőkubini, nagyolaszi és deménfalvi           | Gömör-Kishont                                     | Rimaszombati kerület                                           |                                                                                  |
| Kubinyi Rudolf felsőkubini, nagyolaszi és deménfalvi         | Gömör-Kishont                                     | Rimaszécsi kerület                                             |                                                                                  |
| Kun Sándor                                                   | Veszprém                                          | Somlóvásárhelyi kerület                                        |                                                                                  |
| Kund Vince                                                   | Somogy                                            | Kaposvári kerület                                              |                                                                                  |
| Kupricz Imre, endrődi                                        | Veszprém                                          | Veszprémi kerület                                              |                                                                                  |
| Lang, Johann Daniel                                          | Szász székek és vidékek                           | Beszterce vidéke                                               |                                                                                  |
| László Imre altorjai                                         | Közép-Szolnok                                     | Tasnádi kerület                                                |                                                                                  |
| Latinovits Móric borsodi és katymári                         | Bács-Bodrog                                       | Kulai kerület                                                  |                                                                                  |
| Lészay Dániel Antal fogarasi                                 | Szász székek és vidékek                           | Szászváros szék I. kerület                                     |                                                                                  |
| Lethenyei Károly                                             | Fejér                                             | Bodajki kerület                                                |                                                                                  |
| Lónyay Gábor nagylónyai és vásárosnaményi                    | Zemplén                                           | Megyaszói kerület                                              |                                                                                  |
| Lónyay Menyhért nagylónyai és vásárosnaményi                 | Bereg                                             | Beregszászi kerület                                            |                                                                                  |
| Ludvigh János                                                | Szepes                                            | Iglói és XVI szepesi városi kerület                            |                                                                                  |
| Lukács Sándor                                                | Szabad királyi város                              | Győr város                                                     |                                                                                  |
| Lukinich Mihály                                              | Sopron                                            | Kapuvári kerület                                               |                                                                                  |
| Luzsénszky János luzsnai és reglicai báró                    | Zemplén                                           | Homonnai kerület                                               |                                                                                  |
| Luzsénszky Pál luzsnai és reglicai báró                      | Szabad királyi város                              | Kassa város                                                    |                                                                                  |
| Mačaj, Lukaš (Mácsay Lukács)                                 | Bars                                              | Újbányai kerület                                               |                                                                                  |
| Madarász József Id.                                          | Baranya                                           | Dárdai-baranyavári kerület                                     |                                                                                  |
| Madarász József kisfaludi Ifj.                               | Fejér                                             | Sárkeresztúri kerület                                          |                                                                                  |
| Madarász László kisfaludi                                    | Fejér                                             | Csákvári kerület                                               |                                                                                  |
| Majerčak, Martin (Mayercsák Márton)                          | Árva                                              | Bobrói kerület                                                 |                                                                                  |
| Man, Iosiv sajói (Mán József)                                | Máramaros                                         | Kászói-aknasugatai kerület                                     |                                                                                  |
| Manič, Petar (Manich Péter)                                  | Bács-Bodrog                                       | Ómoravicai kerület                                             |                                                                                  |
| Markhóth János                                               | Nyitra                                            | Érsekújvári kerület                                            |                                                                                  |
| Marsóvszky Bernát                                            | Trencsén                                          | Bicsei kerület                                                 |                                                                                  |
| Martincsek Miklós (Mikulaš Martinček)                        | Trencsén                                          | Kisucaújhelyi kerület                                          |                                                                                  |
| Martiny Frigyes (Friedrich Martini)                          | Szabad királyi város                              | Sopron város                                                   |                                                                                  |
| Mártonffy Károly                                             | Bács-Bodrog                                       | Petrováci kerület                                              |                                                                                  |
| Másvilági István                                             | Taxális hely (szabad királyi város)               | Erzsébetváros I. kerület                                       |                                                                                  |
| Mátyáss József                                               | Mezőváros                                         | Körmöcbánya város                                              |                                                                                  |
| Medveczky János medveczei és kisbesztericzei                 | Temes                                             | Lippai kerület                                                 |                                                                                  |
| Méhes Sámuel                                                 | Taxális hely (szabad királyi város)               | Kolozsvár város II. kerület                                    |                                                                                  |
| Meister, Samuel                                              | Szász székek és vidékek                           | Szászsebes szék                                                |                                                                                  |
| Mészáros Lázár                                               | Mezőváros                                         | Baja város és Istvánmegye                                      |                                                                                  |
| Mihali, Gabriel apsai (Mihályi Gábor)                        | Máramaros                                         | felső(visói) kerület                                           |                                                                                  |
| Mihály Gergely karczfalvi                                    | Székely szék (Csík-, Gyergyó-, Kászonszék)        |                                                                |                                                                                  |
| Mikes János zabolai gróf                                     | Kolozs                                            | Alsó kerület                                                   |                                                                                  |
| Mikó Mihály oroszfáji                                        | Székely szék (Csík-, Gyergyó-, Kászonszék)        |                                                                |                                                                                  |
| Miskolczy Károly mezőtelegdi                                 | Bihar                                             | Bárándi kerület                                                |                                                                                  |
| Molnár Dénes                                                 | Veszprém                                          | Nagyvázsonyi kerület                                           |                                                                                  |
| Molnár György                                                | Szabad királyi város                              | Pest város III. (terézváros) kerület                           |                                                                                  |
| Molnár György                                                | Hajdúkerület                                      | Nánási kerület                                                 |                                                                                  |
| Molnár József parnói                                         | Zemplén                                           | Tőketerebesi kerület                                           |                                                                                  |
| Móricz Antal                                                 | Máramaros                                         | Técsői kerület                                                 |                                                                                  |
| Murgu, Eftimie                                               | Krassó                                            | Lugosi kerület                                                 |                                                                                  |
| Muyszer József                                               | Somogy                                            | Nagyatádi kerület                                              |                                                                                  |
| Mülek Ferenc                                                 | Arad                                              | Szentannai kerület                                             |                                                                                  |
| Myß, Karl (Mysz Károly)                                      | Szász székek és vidékek                           | Brassó vidéke I. kerület                                       |                                                                                  |
| Nagy Ignác rápolti                                           | Pest-Pilis-Solt                                   | Keceli kerület                                                 |                                                                                  |
| Nagy Ignác lázári                                            | Szatmár                                           | Csengeri kerület                                               |                                                                                  |
| Nagy József szárazberki                                      | Bihar                                             | Ugrai kerület                                                  |                                                                                  |
| Nagy Károly                                                  | Taxális hely (szabadalmas mezőváros)              | Szék város                                                     | Igazolták: 1848. VII. 13.                                                        |
| Nagy Károly                                                  | Jászkunkerület                                    | Szabadszállási kerület                                         |                                                                                  |
| Nagy Sámuel tasnádi                                          | Gömör-Kishont                                     | Jolsvai kerület                                                |                                                                                  |
| Németh Albert dömötöri                                       | Heves és Külső-Szolnok                            | Tiszanánai kerület                                             |                                                                                  |
| Neszter József mindszenti (Josef Neszter)                    | Szabad királyi város                              | Pozsony és Váralja város I. kerület                            |                                                                                  |
| Nicolaevici, Vasile (Nikolaevits Vazul)                      | Krassó                                            | Facséti kerület                                                |                                                                                  |
| Niczky Sándor                                                | Sopron                                            | Lövői kerület                                                  |                                                                                  |
| Nozdroviczky Gyula                                           | Trencsén                                          | Puchói kerület                                                 |                                                                                  |
| Nyáry Pál nyáregyházi                                        | Pest-Pilis-Solt                                   | Ráckevei kerület                                               |                                                                                  |
| Nyéky Béla                                                   | Temes                                             | Moravicai kerület                                              |                                                                                  |
| Okolicsányi Antal okolicsnai                                 | Hont                                              | Ipolyszalkai kerület                                           |                                                                                  |
| Okolicsányi Lajos okolicsnai                                 | Borsod                                            | Edelényi kerület                                               |                                                                                  |
| Olcsváry Gábor                                               | Ung                                               | Ungvári kerület                                                |                                                                                  |
| Olgyay Lajos                                                 | Pozsony                                           | Somorjai kerület                                               |                                                                                  |
| Omazta Zsigmond rozváci                                      | Békés                                             | Gyomai kerület                                                 |                                                                                  |
| Onițiu, Ioan (Ohnitz/Onucz János)                            | Taxális hely (szabadalmas mezőváros)              | Hátszeg város                                                  |                                                                                  |
| Ordódy Pál ordódi és rozsonmitici                            | Komárom                                           | Udvardi kerület                                                |                                                                                  |
| Ormós Zsigmond csicseri                                      | Temes                                             | Rittbergi kerület                                              |                                                                                  |
| Osztróvszky József                                           | Szabad királyi város                              | Szeged város I. kerület                                        |                                                                                  |
| Pálffy János                                                 | Székely szék (Udvarhelyszék)                      |                                                                |                                                                                  |
| Palóczy László                                               | Mezőváros                                         | Miskolc város II. (déli) kerület                               |                                                                                  |
| Pap Endre inántsi                                            | Szabad királyi város                              | Szatmár és Németi városok kerülete                             |                                                                                  |
| Pap Nepomuki János                                           | Veszprém                                          | Somlóvásárhelyi kerület                                        |                                                                                  |
| Pap Pál                                                      | Heves és Külső-Szolnok                            | Kápolnai kerület                                               |                                                                                  |
| Papfalvi, Constantin                                         | Taxális hely (szabadalmas mezőváros)              | Vajdahunyad város                                              | Igazolták: 1848. VIII. 8.                                                        |
| Papp Mór bogdi                                               | Jászkunkerület                                    | Karcagi kerület                                                |                                                                                  |
| Pascu, Maxim (Paszku Miksa)                                  | Krassó                                            | Oravicai kerület                                               |                                                                                  |
| Patay József báji                                            | Pest-Pilis-Solt                                   | Monori kerület                                                 |                                                                                  |
| Pázmándy Dénes szomori és somodori Ifj.                      | Komárom                                           | Nagyigmándi (gesztesi) kerület                                 |                                                                                  |
| Perczel István bonyhádi                                      | Tolna                                             | Bonyhádi kerület                                               |                                                                                  |
| Perczel Miklós bonyhádi                                      | Tolna                                             | Kölesdi kerület                                                |                                                                                  |
| Perczel Mór bonyhádi                                         | Szabad királyi város                              | Buda város II. kerület                                         |                                                                                  |
| Perczel Vince bonyhádi                                       | Baranya                                           | Mágocsi kerület                                                |                                                                                  |
| Pethes József                                                | Jászkunkerület                                    | Árokszállási kerület                                           |                                                                                  |
| Petrichevich-Horváth Dániel                                  | Taxális hely (szabadalmas mezőváros)              | Csíkszereda város                                              |                                                                                  |
| Piller Gedeon mérki                                          | Sáros                                             | Kisszeben város és kerület                                     |                                                                                  |
| Plachy Lajos                                                 |                                                   | Korpona és Zólyom városok kerület                              |                                                                                  |
| Plechl József                                                | Torontál                                          | Szentgyörgyi kerület                                           |                                                                                  |
| Pócsa Ferenc hatolyai                                        | Felső-Fehér                                       | Külső kerület                                                  |                                                                                  |
| Pompéry János                                                | Nagykunság                                        | Túrkevei kerület                                               |                                                                                  |
| Pop, Sigismund nagysomkúti                                   | Kővár vidék                                       | Felső (kisnyíresi) kerület                                     |                                                                                  |
| Pop-Gridianu, Matei gridi (Pap Máté)                         | Fogaras vidék                                     | Felső kerület                                                  |                                                                                  |
| Popovici, Nicolae (Popovits Miklós)                          | Szász székek és vidékek                           | Szászváros szék II. kerület                                    |                                                                                  |
| Popovici, Sigismund(Popovits Zsigmond)                       | Arad                                              | Butyini kerület                                                |                                                                                  |
| Pribék Antal villei                                          | Ung                                               | Szobránci kerület                                              |                                                                                  |
| Prónay Gábor tótprónai és latniczai báró                     | Turóc                                             | Turócszentmártoni kerület                                      |                                                                                  |
| Puky Miklós bizáki                                           | Heves és Külső-Szolnok                            | Fügedi kerület                                                 |                                                                                  |
| Pulszky Ferenc cselfalvi és lubóci                           | Nógrád                                            | Szécsényi kerület                                              |                                                                                  |
| Puteáni József kimpáni báró                                  | Zala                                              | Tapolcai kerület                                               |                                                                                  |
| Racković, Kuzman (Raczkovics Kozma)                          | Torontál                                          | Basahidi kerület                                               |                                                                                  |
| Radnich Pál                                                  | Tolna                                             | Paksi kerület                                                  |                                                                                  |
| Ragályi Ferdinánd kiscsoltói                                 | Gömör és Kishont                                  | Rozsnyói kerület                                               |                                                                                  |
| Raisz Szilárd kassai és lublóvári                            | Szepes                                            | Lublói kerület                                                 |                                                                                  |
| Rákóczi Parcsetich Hugó                                      | Torontál                                          | Basahidi kerület                                               |                                                                                  |
| Recsky András                                                | Heves és Külső-Szolnok                            | (Tisza)abádi kerület                                           |                                                                                  |
| Reinisch Ágoston                                             | Taxális hely (szabadalmas bányaváros)             | Abrudánbánya város és verespataki kerület                      | igazolták: 1848. IX. 15.                                                         |
| Reiszig Alajos                                               | Vas                                               | Felsőőri kerület                                               |                                                                                  |
| Rengei Ferdinánd                                             | Szabad királyi város                              | Szeged város II. kerület                                       |                                                                                  |
| Repetzky Ferenc                                              | Nógrád                                            | Füleki kerület                                                 |                                                                                  |
| Rezsnyi János pacséri                                        | Bács-Bodrog                                       | Ómoravicei kerület                                             |                                                                                  |
| Riskó Ignác huszthi                                          | Szatmár                                           | Nagykárolyi kerület                                            |                                                                                  |
| Román Ferenc kövesligeti                                     | Bereg                                             | Munkácsi kerület                                               |                                                                                  |
| Rónay Lajos zombori                                          | Torontál                                          | Óbesenyői kerület                                              |                                                                                  |
| Rosenfeld, Josef                                             | Szász székek és vidékek                           | Szeben szék                                                    |                                                                                  |
| Roth, Elias                                                  | Szász székek és vidékek                           | Brassó vidék II. kerület                                       |                                                                                  |
| Rötth Sándor réthei                                          | Temes                                             | Újaradi kerület                                                |                                                                                  |
| Rudnyánszky János dezséri                                    | Nyitra                                            | Vágvecsei kerület                                              |                                                                                  |
| Salamon Lajos alapi                                          | Fejér                                             | Alcsúti és Váli kerület                                        |                                                                                  |
| Sárközy József bócsai                                        | Komárom                                           | Tatai kerület                                                  |                                                                                  |
| Sárosi Ferenc                                                | Taxális hely (szabad királyi város)               | Szamosújvár város I. kerület                                   | igazolták: 1848. VII. 15. és 24.,de betegsége miatt lemondott 1848 végén elhunyt |
| Schmidt, Franz Michael von                                   | Szász székek és vidékek                           | Nagysink szék                                                  |                                                                                  |
| Schmidt, Heinrich                                            | Szász székek és vidékek                           | Szeben szék                                                    |                                                                                  |
| Schmidt, Konrad altenheimi báró                              | Szász székek és vidékek                           | Szerdahely szék                                                |                                                                                  |
| Schnell, Josef                                               | Szász székek és vidékek                           | Medgyes szék                                                   |                                                                                  |
| Traugott Scholtes, Daniel                                    | Szász székek és vidékek                           | Beszterce vidéke                                               |                                                                                  |
| Sebestény Ignác                                              | Bars                                              | Újbányai kerület                                               |                                                                                  |
| Sebestyén László                                             | Pozsony                                           | Galántai kerület                                               |                                                                                  |
| Selevér Elek uglyai és nyágovai                              | Máramaros                                         | Ökörmezői kerület                                              |                                                                                  |
| Sembery Imre felsőszúdi                                      | Hont                                              | Németi és Bakabányai város kerület                             |                                                                                  |
| Sennyey Pál kissenyei báró                                   | Zemplén                                           | Királyhelmeci kerület                                          |                                                                                  |
| Serb, Teodor kuvini                                          | Arad                                              | Radnai kerület                                                 |                                                                                  |
| Sillye Gábor hadházi                                         | Mezőváros                                         | Hajdúböszörmény város                                          |                                                                                  |
| Simay Gergely                                                | Taxális hely (szabad királyi város)               | Szamosújvár város I. kerület                                   | pótválasztás: 1848. VII. 18.igazolták: 1848. VII. 8. és 18.                      |
| Simon Pál                                                    | Zala                                              | Baksai kerület                                                 |                                                                                  |
| Simon Rudolf meszlenyi                                       | Tolna                                             | Szekcsői kerület                                               |                                                                                  |
| Simonyi Ernő                                                 | Nyitra                                            | Privigyei kerület                                              |                                                                                  |
| Simonyi János                                                | Mezőváros                                         | Kecskemét város II. kerület                                    |                                                                                  |
| Simonyi Lajos vitézvári báró                                 | Arad                                              | Kisjenői kerület                                               |                                                                                  |
| Sinkay János                                                 | Szabadalmas város                                 | Zenta város kerület                                            |                                                                                  |
| Soltész János hídvégardói                                    | Torna                                             | Felső (görgői) kerület                                         |                                                                                  |
| Somogyi Antal dergi                                          | Csongrád                                          | Tápéi kerület                                                  |                                                                                  |
| Somossy Ignác csertészi                                      | Szabolcs                                          | Nyírbátori kerület                                             |                                                                                  |
| Spelletich Bódog                                             | Szabad királyi város                              | Szabadka város I. kerület                                      |                                                                                  |
| Sréter László szandai                                        | Nógrád                                            | Balassagyarmati kerület                                        |                                                                                  |
| Stojanović, Mihailo                                          | Mezőváros                                         | Nagykikinda város és kerület                                   |                                                                                  |
| Susani, Giuseppe                                             |                                                   | Fiume és Tengermelléki kerület                                 |                                                                                  |
| Sváby Ferdinánd svábóczi és tótfalvi                         | Szepes                                            | Lőcse város és kerület                                         |                                                                                  |
| Szabadfy Sándor                                              | Vas                                               | Szentgotthárdi kerület                                         |                                                                                  |
| Szabadhegyi Antal                                            | Veszprém                                          | Ugodi kerület                                                  |                                                                                  |
| Szabó János szódói                                           | Bars                                              | Lévai kerület                                                  |                                                                                  |
| Szabó Kálmán sziklósi                                        | Győr                                              | Péri kerület                                                   |                                                                                  |
| Szabó Sándor                                                 |                                                   | Kiskunfélegyháza kerület                                       |                                                                                  |
| Szacsvay Imre                                                | Szabad királyi város                              | Nagyvárad város és váradolaszi város                           |                                                                                  |
| Szalay Antal                                                 | Borsod                                            | Mezőkeresztesi                                                 |                                                                                  |
| Szalbek György petrisi                                       | Szabad királyi város                              | Arad város                                                     |                                                                                  |
| Szálé Antal                                                  | Pozsony                                           | Stomfai kerület                                                |                                                                                  |
| Szallopek, Ljudevit                                          | Verőce                                            | Diakovári kerület                                              |                                                                                  |
| Szalmásy Ferenc ómoravicai                                   | Bács-Bodrog                                       | Óbecsei kerület                                                |                                                                                  |
| Szapáry Antal szécsiszigeti, muraszombati és szapáry gróf    | Vas                                               | Muraszombati kerület                                           |                                                                                  |
| Szaplonczay József                                           | Máramaros                                         | Máramarosszigeti kerület                                       |                                                                                  |
| Szász Károly szemeriai Id.                                   | Taxális hely (szabadalmas mezőváros)              | Vízakna város kerület                                          | igazolták: 1848. VII. 10.                                                        |
| Széchenyi István sárvári és felsővidéki gróf                 | Sopron                                            | Nyéki kerület                                                  |                                                                                  |
| Szeghő József                                                | Borsod                                            | Mezőkövesdi kerület                                            |                                                                                  |
| Szeles Lajos kisjáczi                                        | Pest-Pilis-Solt                                   | Dunapataji kerület                                             |                                                                                  |
| Széll József dukai és szentgyörgyvölgyi                      | Vas                                               | Rumi kerület                                                   |                                                                                  |
| Szemere Bertalan                                             | Mezőváros                                         | Miskolc város I. kerület                                       |                                                                                  |
| Szent-Imrey György krasznikvajdai                            | Abaúj                                             | Szepsi kerület                                                 |                                                                                  |
| Szent-Ivány Márton liptószentiváni                           | Liptó                                             | Liptószentmiklósi kerület                                      |                                                                                  |
| Szentiványi György sepsiszentiványi                          | Székely szék (Háromszék ((Spsi-, Kézdi-, Orbai-)) | Háromszék kerület                                              |                                                                                  |
| Szentkirályi Móric érszentkirályi                            | Jászkunkerület                                    | Túrkevei kerület                                               |                                                                                  |
| Szidor, František                                            | Nyitra                                            | Galgóci kerület                                                |                                                                                  |
| Szintay János                                                | Bereg                                             | Kászonyi kerület                                               |                                                                                  |
| Szirmay József szirmai és szirmabesenyői                     | Zemplén                                           | Nagymihályi kerület                                            |                                                                                  |
| Szirmay Ödön szirmai, szirmabesenyői, tolcsvai és erdőbényei | Zemplén                                           | Olaszliszkai kerület                                           |                                                                                  |
| Szirmay Pál Id.                                              | Sáros                                             | Kurimai kerület                                                |                                                                                  |
| Szivák Miklós                                                | Bihar                                             | Berettyóújfalusi kerület                                       |                                                                                  |
| Szoboszlai Tóth György                                       | Taxális hely (szabad királyi város)               | Gyulafehérvár város II. kerület                                |                                                                                  |
| Szőke Károly repszegi                                        | Arad                                              | Pécskai kerület                                                |                                                                                  |
| Szumrák János József                                         | Szabad királyi város                              | Besztercebánya város és bányatelepek                           |                                                                                  |
| Szunyoghy Rudolf                                             | Szabolcs                                          | Nagykállói kerület                                             |                                                                                  |
| Szüllő György                                                | Pozsony                                           | Szempci kerület                                                |                                                                                  |
| Tallián Ede vizeki                                           | Verőce                                            | Verőcei kerület                                                |                                                                                  |
| Tanárky Gedeon                                               | Mezőváros                                         | Nagykőrös város kerület                                        |                                                                                  |
| Tanay Mátyás                                                 | Verőce                                            | Orahovicai kerület (Szlavónia)                                 |                                                                                  |
| Táncsics (Stancsics) Mihály                                  | Baranya                                           | Siklósi kerület                                                |                                                                                  |
| Tar János                                                    | Sopron                                            | Nagymartoni kerület                                            |                                                                                  |
| Tar Károly gyarmati                                          | Szabad királyi város                              | Debrecen város I. kerület                                      |                                                                                  |
| Tarnóczy Kázmér                                              | Nyitra                                            | Nyitrai kerület                                                |                                                                                  |
| Teleki Domokos széki gróf                                    | Küküllő                                           | Alsó kerület (Erdély)                                          |                                                                                  |
| Teleki László széki gróf                                     | Pest-Pilis-Solt                                   | Abonyi kerület                                                 |                                                                                  |
| Ternyey János kis- és utasterenyei                           | Szatmár                                           | Aranyosmeggyesi kerület                                        |                                                                                  |
| Thaly Zsigmond                                               | Komárom                                           | Nagyigmándi (Gesztesi) kerület                                 |                                                                                  |
| Tizedy (Deszátnik) Miklós                                    | Szepes                                            | Lublói kerület                                                 |                                                                                  |
| Tolnay Károly                                                | Zala                                              | Keszthelyi kerület                                             |                                                                                  |
| Toperczer Ödön sárosoroszi és ugornyai                       | Bihar                                             | Nagyszalontai kerület                                          |                                                                                  |
| Topler Antal                                                 | Taxális hely (szabadalmas mezőváros)              | Kolozs város kerület (Erdély)                                  |                                                                                  |
| Topler Simon                                                 | Taxális hely (szabad királyi város)               | Marosvásárhely város II. kerület (Erdély)                      |                                                                                  |
| Torma István csicsókeresztúri                                | Belső-Szolnok                                     | Alsó kerület (Erdély)                                          |                                                                                  |
| Torma József csicsókeresztúri                                | Belső-Szolnok                                     | Felső kerület (Erdély)                                         |                                                                                  |
| Tormay (Chrenek) György nádudvari                            | Nyitra                                            | Vágújhelyi kerület                                             |                                                                                  |
| Tóth Lőrinc                                                  | Szabad királyi város                              | Komárom város kerület                                          |                                                                                  |
| Török Bálint                                                 | Mezőváros                                         | Hódmezővásárhely város                                         |                                                                                  |
| Török István ebesfalvi                                       | Ugocsa                                            | Halmi kerület                                                  |                                                                                  |
| Trefort Ágoston                                              | Szabad királyi város                              | Pest város III. (terézvárosi) kerület                          |                                                                                  |
| Újfalussy Lajos                                              | Szatmár                                           | Mátészalkai kerület                                            |                                                                                  |
| Ullmann (Szitányi) László szitányi                           | Trancsén                                          | Vágbesztercei kerület                                          |                                                                                  |
| Urbán Gyula beharfalvi és monyorói                           | Arad                                              | Butyini (Bökönyi) kerület                                      |                                                                                  |
| Vadnay Miksa                                                 | Borsod                                            | Szirmabesenyői kerület                                         |                                                                                  |
| Vagyon Antal                                                 | Nyitra                                            | Szakolcai kerület                                              |                                                                                  |
| Varga Sándor                                                 | Mezőváros                                         | Cegléd város kerület                                           |                                                                                  |
| Várkonyi Ádám                                                | Temes                                             | Csákovai kerület                                               |                                                                                  |
| Vermes Illés budafai                                         | Mezőváros                                         | Pápa város                                                     |                                                                                  |
| Veszter Pál                                                  | Szepes                                            | Késmárk város és kerület                                       |                                                                                  |
| Vitulay József                                               | Trencsén                                          | Csatcai kerület                                                |                                                                                  |
| Vojnich Lukács bajsai                                        | Szabad királyi város                              | Szabadka város II. kerület                                     |                                                                                  |
| Vörös Antal farádi                                           | Arad                                              | Radnai és Marosnémeti kerület                                  |                                                                                  |
| Vörösmarty Mihály                                            | Bács-Bodrog                                       | Jankovác-almási kerület                                        |                                                                                  |
| Vukovics Sebő (Sabbas)                                       | Temes                                             | Kisbecskereki kerület                                          |                                                                                  |
| Wargha Jó(z)sa Benedek (László)                              | Esztergom                                         | Köbölkúti (párkányi) kerület                                   |                                                                                  |
| Wass Sámuel czegei gróf                                      | Doboka                                            | Alsó kerület (Erdély)                                          |                                                                                  |
| Wenrich, Michael                                             | Szász székek és vidékek                           | Segesvár szék II. kerület (Erdély)                             |                                                                                  |
| Wittstock, Karl                                              | Szász székek és vidékek                           | Beszterce vidéke                                               |                                                                                  |
| Wlad, Aloisiu zelistyai                                      | Krassó                                            | Nagyzorlenci kerület                                           |                                                                                  |
| Záborszky Alajos zábori                                      | Somogy                                            | Szigetvári kerület                                             |                                                                                  |
| Záborszky Imre zábori                                        | Somogy                                            | Szili kerület                                                  |                                                                                  |
| Zahoray Márton                                               | Bács-Bodrog                                       | Apatini kerület                                                |                                                                                  |
| Zako, Stevan (Zákó István)                                   | Bács-Bodrog                                       | Ókanizsai kerüler                                              |                                                                                  |
| Zako, Peter (Zákó Péter)                                     | Bács-Bodrog                                       | Bácsi kerület                                                  |                                                                                  |
| Zámory Kálmán patkósteszéri                                  | Veszprém                                          | Zirci kerület                                                  |                                                                                  |
| Zelenay Gedeon (Gida)                                        | Nyitra                                            | Verbói kerület                                                 |                                                                                  |
| Zeyk József zejkfalvi                                        | Székely szék (Aranyosszék)                        | Felső kerület                                                  |                                                                                  |
| Zeyk Károly zejkfalvi                                        | Kolozs                                            | Felső kerület                                                  |                                                                                  |
| Zichy Antal                                                  | Moson                                             | Zurányi kerület                                                |                                                                                  |
| Zimmermann, Josef Andreas                                    | Szász székek és vidékek                           | Szerdahely szék                                                |                                                                                  |
| Zmertych Károly zolothnoki                                   | Nyitra                                            | Szenicei (szénásfalvi) kerület                                 |                                                                                  |
| Zsitvay József                                               | Esztergom                                         | Táti kerület                                                   |                                                                                  |

### Igazolt erdélyi pótló követek
| Képviselő                      | Választókerület         | Választókerület     | Megjegyzés |
| Képviselő                      | Vármegye, Szék          | Kerület             | Megjegyzés |
| ------------------------------ | ----------------------- | ------------------- | ---------- |
| Antalffy Gábor, csíkszentimrei | Csík-Gyergyó-Kászonszék |                     |            |
| Capesius, Gustaw               | Nagysinkszék            | Szentágotai kerület |            |
| Gál Sándor                     | Csík-Gyergyó-Kászonszék |                     |            |
| Hahn, Josef (József)           | Szászsebesszék          |                     |            |
| Löw, Wilhelm (Vilmos)          | Szerdahelyszék          |                     |            |
| Pop, Grigor (Papp Gergely)     | Szászsebesszék          |                     |            |
| Szentpály József               | Küküllő                 |                     |            |

### Megválasztott, de nem igazolt képviselők
| Képviselő                              | Választókerület        | Választókerület                    | Megjegyzés |
| Képviselő                              | Vármegye, Szék         | Kerület                            | Megjegyzés |
| -------------------------------------- | ---------------------- | ---------------------------------- | ---------- |
| Adams, Christoph Wilhelm (Ádám Vilmos) | Torontál               | Zsombolyai kerület                 |            |
| Bacon, Josef (József)                  | Segesvárszék           | I. kerület                         |            |
| Balogh Kornél                          | Győr                   | Öttövényi kerület                  |            |
| Bergleiter, Julius (Gyula/József)      | Szebenszék             |                                    |            |
| Császár Ferenc kolgyári                |                        | Versec város                       |            |
| Csernátony Lajos (Cseh)                | Komárom                | Udvardi kerület                    |            |
| Damjanich János                        | Heves és Külső-Szolnok | Szolnoki kerület                   |            |
| Gull, Josef (József)                   | Segesvárszék           | II. kerület                        |            |
| Gyika Jenő (Ghica)                     | Zala                   | Alsólendvai kerület                |            |
| Havas József                           | Zólyom                 | Breznó és Libetbánya város kerület |            |
| Keresztúry József                      | Nyitra                 | Vágvecsei kerület                  |            |
| Kovács Dániel                          |                        | Kézdivásárhely város               |            |
| Lázár János                            | Kraszna                | Krasznai kerület                   |            |
| Noszlopy Gáspár                        | Somogy                 | Lengyeltóti kerület                |            |
| Salamon György alapi                   | Fejér                  | Bodajki kerület                    |            |
| Sámi László                            |                        | Zilah város                        |            |
| Schindler, Johann (János)              | Nagysinkszék           |                                    |            |
| Stebriger, Johann Daniel               |                        | Beszterce vidéke                   |            |
| Szöllősy Károly                        | Máramaros              | Huszti kerület                     |            |

## A Felsőház tagjai

### A felsőház jelen lévő tagjai

#### Tisztségviselők
| Név                                                   | Tisztség | Megjegyzés |
| ----------------------------------------------------- | --- | ---------- |
| Habsburg-Lotharingen István királyi főherceg          | Teljhatalmú királyi helytartó                                                                                 |            |
| Andrássy Gyula csíkszentkirályi és krasznahorkai gróf | A főrendiház korjegyzője (1848. július 4-5.) A felsőház jegyzője (1848. július 5.-október 9.)                 |            |
| Bánffy Pál losonczi báró                              | A felsőház helyettes jegyzője (1848. október 27.-december 12.)                                                |            |
| Chotek Rudolf chotkovai és wognini gróf               | A főrendiház korjegyzője (1848. július 4-5.)                                                                  |            |
| Géczy Péter garamszeghi                               | A felsőház helyettes jegyzője (1848. október 25-27.)                                                          |            |
| Mailáth György székhelyi                              | A felsőház elnöke (1848. június 25.-december 31.)                                                             |            |
| Majthényi József kesellőkői báró                      | A felsőház helyettes jegyzője (1849. április 3.-május 16.)                                                    |            |
| Návay Tamás földeáki                                  | A felsőház helyettes jegyzője (1849. május 6-31.)                                                             |            |
| Pázmándy Dénes somori és szomodori                    | A felsőház helyettes jegyzője (1848. október 1.)                                                              |            |
| Perényi Zsigmond perényi báró                         | A felsőház alelnöke (1848. június 25.-december 31.) A felsőház másodelnöke (1849. március 12.- augusztus 11.) |            |
| Podmaniczky Ármin aszódi báró                         | A felsőház korjegyzője (1848. július 4-5.)                                                                    |            |
| Podmaniczky Frigyes aszódi báró                       | A főrendiház korjegyzője (1848. július 4-5.) A felsőház jegyzője (1848. július 5.- december 31.)              |            |
| Radvánszky Antal sajókazai báró                       | A felsőház jegyzője (1848. július 5. - december 31.)                                                          |            |
| Sárközy Albert nádasdi                                | A felsőház jegyzője (1848. július 5. - december 31.)                                                          |            |
| Szent-Iványi Károly liptószentiváni                   | A felsőház helyettes jegyzője (1849. március 12. - április 3.)                                                |            |
| Sztojka Imre szalai és kricsfalusi báró               | A főrendiház korelnöke (1848. július 4. - 1849. március 12.)                                                  |            |

#### A felsőház tisztséget nem viselő tagjai
| Név                                     | Tisztség                                      | Megjegyzés |
| --------------------------------------- | --------------------------------------------- | ---------- |
| Balassa Gábor                           | Szombathelyi megyéspüspök                     |            |
| Bartakovics Béla kisapponyi             | Rozsnyói megyéspüspök                         |            |
| Bémer László kisbákai báró              | Nagyváradi római katolikus megyéspüpsök       |            |
| Bezerédy Miklós bezerédi                | Makarsakai választott püspök                  |            |
| Delinger János                          | Ulcinji választott püspök                     |            |
| Erdélyi Vazul (Vasile Erdely)           | Nagyváradi görög katolikus megyéspüspök       |            |
| Fogarassy Mihály                        | Scutari választott püspök                     |            |
| Gaganecz József                         | Eperjesi görög katolikus püspök               |            |
| Hám János                               | Szatmári püspök, kinevezett esztergomi érsek. |            |
| Horváth Mihály                          | Csanádi püspök                                |            |
| Jekelfalussy Vince jekelfalusi          | Szepesi római katolikus megyéspüpsök          |            |
| Lemeni, Ioan (Leményi Pap János)        | Fogarasi görög katolikus megyéspüspök         |            |
| Lonovics József krivinai                | Egri érsek                                    |            |
| Nádasdy Paulai Ferenc fogarasföldi gróf | Kalocsai és Bácsi érsek                       |            |
| Németh György dömötöri                  | Trebényi választott püspök                    |            |
| Ocskai Antal ocskói báró                | Kassai római katolikus megyéspüspök           |            |
| Palugyay Imre palugyai                  | Nyitrai püspök                                |            |
| Popovics Vazul                          | Munkácsi görög katolikus megyéspüspök         |            |
| Richter Alajos                          | Premontrei kanonok, Jászóvári prépost         |            |
| Rimely Mihály                           | Pannonhalmi bencés főapát                     |            |
| Rudnyászky József dezséri               | Besztercebányai római katolikus megyéspüspök  |            |
| Șaguna, Andrei                          | Nagyszebeni ortodox püspök                    |            |
| Scitovszky János negykéri               | Pécsi római katolikus megyéspüspök            |            |
| Szaniszló Ferenc tordai                 | Választott szerb római katolikus püspök       |            |
| Zichy Domokos vázsonykői gróf           | Veszprémi megyéspüspök                        |            |

| Név                                 | Tisztség                         | Megjegyzés |
| ----------------------------------- | -------------------------------- | ---------- |
| Batthyány Imre németújvári gróf     | Királyi Főlovászmester           |            |
| Keglevich Gábor buzimi gróf         | Tárnokmester                     |            |
| Keglevic Nepomuki János buzimi gróf | Királyi Főudvarmester            |            |
| Mailáth Antal székhelyi gróf        | Főasztalnokmester                |            |
| Pálffy József erdődi gróf           | Pozsonyi várgróf                 |            |
| Szerencsy István szigeti            | Királyi Főpohárnokmester         |            |
| Teleki József széki gróf            | Erdélyi Királyi Kormányzó        |            |
| Ürményi Ferenc ürményi              | Koronaőr                         |            |
| Vay Miklós báró                     | Koronaőr, Erdélyi Királyi Biztos |            |
| Zichy Ferenc vázsonykői gróf        | Királyi Főajtónállómester        |            |